# Initiative parlementaire « Lutter contre les discriminations basées sur l'orientation sexuelle »
« Lutter contre les discriminations basées sur l'orientation sexuelle » (également appelée "extension de la norme pénale antiraciste") est une initiative parlementaire suisse visant à pénaliser les propos homophobes au même titre que les propos racistes.

## Historique

### Dépôt et discussions
Le 7 mars 2013, le plus jeune élu de l'Assemblée fédérale, le conseiller national Mathias Reynard (PS), dépose l'initiative parlementaire qui propose de compléter la disposition existante du code pénal luttant contre la discrimination raciale, afin de l'étendre à la discrimination basée sur l'orientation sexuelle sur le modèle des législations des pays voisins. Le parlement a accepté la proposition mais sans y inclure les discriminations liées à l'identité de genre, proposition ajoutée par la commission du Conseil national, car jugée trop floue,.

### Résultats
L'initiative parlementaire est successivement acceptée le 14 décembre 2018 par le Conseil national (121 pour, 67 contre et 8 abstentions) et le Conseil des États (30 pour, 12 contre et 1 abstention).

### Référendum
L’Union démocratique fédérale (UDF) a lancé un référendum à l'encontre du texte de loi issu de l'initiative et a obtenu le nombre de voix nécessaires. L'objet est soumis au peuple le 9 février 2020.